# Chlevenskij rajon
Il Chlevenskij rajon (in russo Хлевенский район?) è un rajon dell'Oblast' di Lipeck, nella Russia europea; il capoluogo è Chlevnoe. Istituito il 30 luglio 1928, ricopre una superficie di 910 chilometri quadrati.